# Fabriek van Diastatische Producten

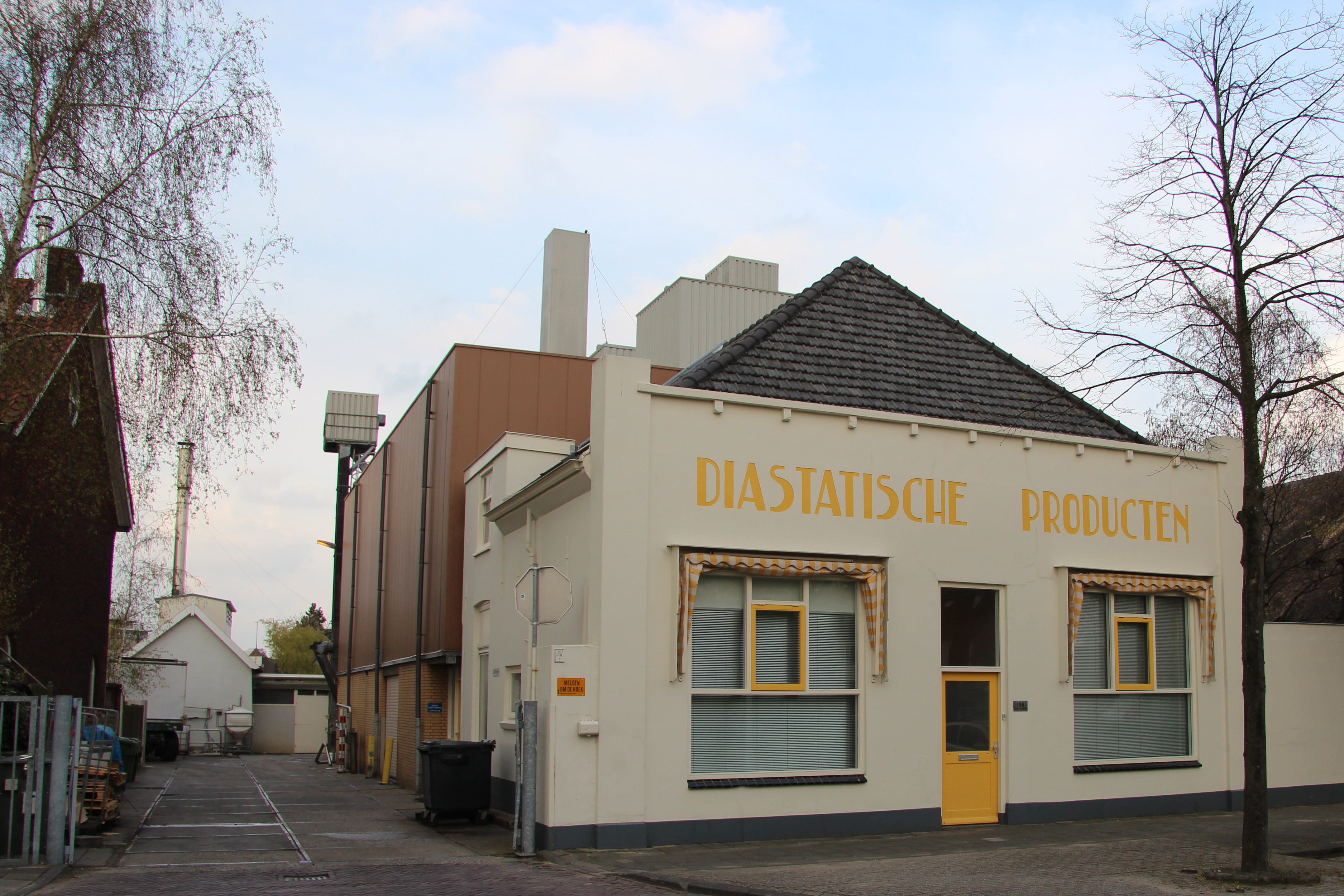
De fabriek van Diastatische Producten

De Fabriek van Diastatische Producten werd opgericht in 1936 door Jan Nieuwenhuizen Segaar en de chemicus Herman Kunst. De fabriek is gespecialiseerd in moutextract in droge of vloeibare vorm. Afnemers zijn leveranciers van bakkerijproducten en snoepfabrikanten, die het gebruiken als kleurstof of smaakversterker. De fabriek is nu gevestigd aan de Rijndijk 156-158 in de Nederlandse stad Leiden.

## Productieproces
Als grondstof gebruikt men mout van gerst, tarwe of mais waarvan met behulp van water moutextract wordt vervaardigd. De behandeling is vergelijkbaar met een deel van het bierbrouwerijproces (met name het maischen) en geschiedt in continudienst. Het resultaat is een stroopachtige of gedroogde substantie, bestaande uit moutsuikers. Men is gespecialiseerd in producten op kleur: van bijna wit tot donkerbruin. De totale productie is ca. 4000 ton per jaar, waarvan ca. 95% geëxporteerd wordt.

## Diastatisch
De aanduiding diastatisch in de naam van het bedrijf heeft te maken met het productieproces, waarbij gebruik wordt gemaakt van enzymen. Het allereerste enzym werd ontdekt in 1833 door Anselme Payen. Hij vond in gerst een groep enzymen die zetmeel afbreken in verteerbare suikers. Hij noemde deze enzymen "diastase", naar διάστασις (diastasis) het Griekse woord voor "scheiden". De term diastase wordt sindsdien gebruikt voor de groep enzymen die zetmeel in maltose (suiker) omzet.

## Geschiedenis
De fabricage geschiedde gedurende de eerste jaren in Den Haag, maar eind 1938 kocht men voor f 6.500 de voormalige openbare school aan de Rijndijk, in wat toen nog Voorschoten was (dit deel van Voorschoten werd geannexeerd door Leiden in 1969). Het gebouw ligt aan de Oude Rijn, die indertijd gebruikt werd voor de levering van grondstoffen en het vervoer van het maltextract naar de haven van Rotterdam. Inmiddels gebeurt de aan- en afvoer per vrachtwagen. Het schoolgebouw werd ingrijpend aangepast om het geschikt te maken voor de productie, waarvoor onder meer een stoomketel en een kolenbunker werden geïnstalleerd. De productie op de huidige locatie begon in oktober 1939.
Geleidelijk aan werd de fabriek omsloten door een woonwijk (de huidige Stevenshof). In 1989 werd een compleet nieuw gebouw neergezet om te voldoen aan alle eisen en om te voorzien in de behoefte aan extra productiecapaciteit. Het enige wat nog over is van het oorspronkelijke complex is de voormalige onderwijzerswoning aan de straatzijde. Deze wordt gebruikt als kantoor.
Vanwege toenemende aandacht voor milieuzaken, zoals geluids- en geuroverlast, moet de fabriek aan steeds strengere eisen voldoen. Dit leidt ook tot regelmatige discussie en  procedures met omwonenden en toezichthouders. De productie mag met ingang van 1995 alleen nog van maandag t/m vrijdag plaatsvinden.
De Fabriek van Diastatische Producten verkreeg op 12 juli 2022 voorlopige surseance van betaling. Deze liep eind juli 2022 af, waarop het bedrijf failliet werd verklaard.